# Classe Mirabello
Pour les articles homonymes, voir Mirabello.
La Classe Mirabello était une classe de trois destroyers construite pendant la Première Guerre mondiale pour la Regia Marina et conçue comme croiseurs éclaireurs (en italien : esploratore).
Lancés entre 1916 et 1920 les 2 navires survivants à la Première Guerre mondiale seront reclassés comme destroyer en septembre 1938 et toujours utilisé lors de la Seconde Guerre mondiale.

## Histoire
Après l’échec de la classe Nino Bixio à cause de son manque de vitesse, c’est sur la conception de la classe Alessandro Poerio qu'a été conçue la classe Mirabello avec un rallongement de la coque et un meilleur armement : 1 canon de 152 mm (Calibre 40) et 7 canons de 102 mm (Calibre 35) ainsi que 2x2 tubes lance-torpille de 450 mm comme armement principal, avec 2 canons anti-aériens de 76 mm et deux mitrailleuses. Au fil des ans l'armement sera modifié à plusieurs reprises en fonction des besoins opérationnels.
Le seul survivant de la seconde guerre mondiale  verra, en 1943, une réduction à seulement 4 canons de 102 mm et la mise en service de 6 Canons de 20 mm Oerlikon et de trémies à charges de profondeur.

## Conception et description
Les navires ont été conçus comme des croiseurs éclaireurs (esploratori), essentiellement des versions agrandies de destroyers contemporains. Ils avaient une longueur totale de 103,75 mètres, une largeur de 9,74 mètres et un tirant d'eau moyen de 3,3 mètres. Ils déplaçaient 1 819 tonnes à charge normale, et 2 040 tonnes à pleine charge. Leur effectif était de 8 officiers et 161 hommes de troupe
Les Mirabello étaient propulsés par deux turbines à vapeur à engrenages Parsons, chacune entraînant un arbre d'hélice à l'aide de la vapeur fournie par quatre chaudières Yarrow. Les turbines avaient une puissance nominale de 35 000 chevaux (25 760 kW) pour une vitesse de 34 nœuds (63 km/h). Les navires transportaient suffisamment de mazout pour avoir une autonomie de 2 300 milles nautiques (4 300 km) à une vitesse de 12 nœuds (22 km/h).
Leur batterie principale était composée de huit canons de 102 mm (Cannone da 102/35 S Modello 1914) montés sur des supports simples et protégés par des boucliers, un à l'avant et un à l'arrière de la superstructure sur la ligne médiane, les autres canons étant positionnés sur les flancs au milieu du navire. Le Carlo Mirabello était le seul navire terminé dans cette configuration, car ses navires-jumeaux (sister ships) avaient échangé un canon de 152/40 A Modèle 1891 (Cannone da 152/40 A Modello 1891) contre le canon avant de 102 mm; le Carlo Mirabello a reçu le sien en 1917. Le canon s'est avéré trop lourd pour les navires et sa cadence de tir était trop lente. La défense antiaérienne (AA) des navires de la classe Mirabello était assurée par une paire de canons AA de 76 mm (Cannone da 76/40 Modello 1916) dans des supports simples. Ils étaient équipés de quatre tubes lance-torpilles de 450 mm dans deux supports doubles, un sur chaque flanc. Le Augusto Riboty pouvait transporter 120 mines, alors que ses navires-jumeaux ne pouvaient en transporter que 100.

### Modifications
En 1919, les navires ont été réarmés avec huit canons de 120 mm (Cannone da 102/45 S, A Modello 1917) disposés selon la configuration originale du Carlo Mirabello. Les canons de 76 mm ont été remplacés par une paire de canons AA de 40 mm (Cannone da 40/39) en affûts simples en 1920-1922.

## Service
Les trois unités sont livrées à la base de Brindisi et opèrent en mer Adriatique.
Le 19 juillet 1920 le Carlo Alberto Racchia a été perdu sur mine flottante en mer Noire lors de l'Intervention alliée pendant la guerre civile russe.

Les deux survivants, servent durant la Guerre d'Espagne (1936-38). Devenus obsolètes, ils sont reclassés comme destroyers en 1938 et ont combattu durant la Seconde Guerre mondiale.

Le Augusto Riboty a été reconfiguré comme escorteur de convoi en mer Ionienne: ses tubes lance-torpilles ont été remplacés par des grenadeurs de charges de profondeur et il a reçu des canons anti-aériens de 20 mm.

## Unités
| Carlo Mirabello       | Chantier naval de Ansaldo à Gênes | 21 décembre 1915  | 24 août 1916     |                                         | coulé sur mine le 21 mai 1941  |
| Carlo Alberto Racchia | Chantier naval de Ansaldo à Gênes | 2 juin 1916       | 21 décembre 1916 |                                         | coulé sur mine le 21 juin 1920 |
| Augusto Riboty        | Chantier naval de Ansaldo à Gênes | 24 septembre 1916 | 5 mai 1917       | transfert à l'URSS en dommage de guerre | mis au rebut en 1951           |